# Муромское водохранилище
Му́ромское водохранилище (укр.  Му́ромське водосховище) — небольшое русловое водохранилище на реке Муром, расположено в Харьковском районе Харьковской области. Плотина расположена у села Борщевая, в 4,5 км от устья реки Муром. Площадь поверхности — 4,08 км².
Водохранилище было создано в 1978 году.
Назначение — орошение, рыборазведения, рекреация. Вид регулирования — многолетнее.

## Основные параметры водохранилища
- Нормальный подпорный уровень — 124,5 м (в 1990 - 123,9[1]);
- Форсированный подпорный уровень — 126,0 м;
- Минимальный уровень - 116,8 м[1];
- Полный объём — 14 080 000 м³;
- Полезный объём — 12 230 000 м³;
- Длина — 5,2 км;
- Средняя ширина — 0,7 км;
- Максимальные ширина — 1,3 км;
- Средняя глубина — 3,5 м;
- Максимальная глубина — 8,0 м.

## Основные гидрологические характеристики
- Площадь водосборного бассейна — 193 км².
- Годовой объём стока 50 % обеспеченности — 13 170 000 м³.
- Паводковый сток 50 % обеспеченности — 9 460 000 м³.
- Максимальный расход воды 1 % обеспеченности — 160 м³/с.

## Состав гидротехнических сооружений
- Глухая земляная плотина с креплённым монолитным железобетоном верховым откосом. Длина плотины — 0,72 км, максимальная высота — 10 м, ширина — 6 м. Заложение верхового откоса — 1:3, низового откоса — 1:2,5. Со стороны верхового откоса устроена берма шириной 5 м, и со стороны низового откоса шириной 10 м.
- Шахтный трёхочковый водосброс из монолитного железобетона высотой 8 м, расположен в теле плотины у левобережного примыкания.
- Водоосбросной тоннель размерами (3×2,3 м)×2 боковых секций, и 3,8×2,3 м — средней секции.

## Использование водохранилища
Водохранилище было построено для орошения в совхозах «Новолипецкий», «Липцы», «Циркуновский» и им. К.Маркса Харьковского района. В настоящее время используется для рыборазведения фирмой «Атос-КРГ».